# Apanteles paludicolae
Apanteles paludicolae är en stekelart som beskrevs av Cameron 1909. Apanteles paludicolae ingår i släktet Apanteles och familjen bracksteklar. Inga underarter finns listade i Catalogue of Life.